# Blek toffelskräling
Blek toffelskräling (Tubaria conspersa) är en svampart som först beskrevs av Christiaan Hendrik Persoon, och fick sitt nu gällande namn av Victor Fayod 1889. Enligt Catalogue of Life ingår Blek toffelskräling i släktet Tubaria,  och familjen Inocybaceae, men enligt Dyntaxa är tillhörigheten istället släktet Tubaria,  och familjen Tubariaceae. Arten är reproducerande i Sverige. Inga underarter finns listade i Catalogue of Life.